# ヒトリマケ
『ヒトリマケ』は、2008年公開の四季涼監督による日本映画。 

## ストーリー
「あなたの借金、チャラにします！ただし先着5人まで！！」この広告に釣られてサイトにアクセスし、つながった者たちはとあるマンションの一室に集められる。
そこで明らかにされた「借金をチャラにする方法」とは「ヒトリマケ」という投票ゲームであった。
1日1回「誰に借金を背負わせたいか」を一斉に投票し、6人中5人の答えが一致した場合、その5票入れられた人が全員の借金を背負うというルール。期間は4日間。

## キャスト
- 荻野耳あけみ：街田しおん
- 城盛一成：井戸田潤（スピードワゴン）
- 佐藤田まお：亜希子
- 和久井然：横山涼
- 小金沢龍：村上連
- 大西東：三又又三
- 倖田未来：清水ミチコ
- 父:設楽統（バナナマン）
- 母:磯山さやか
- 娘:小林きゃら
- カフェの客: 小沢一敬(スピードワゴン)、堀田ゆい夏、今立進(エレキコミック)
- カフェの店員：小阪由佳
- 安売りチェーン店社長：ビビる大木
- 救急隊員：やついいちろう(エレキコミック)、西尾季隆(丁半コロコロ)
- ラーメン店主：山寺宏一
- ニュースキャスター：鈴木卓朗
- お天気お姉さん：金丸由奈
- 男子中学生：ザ・たっち
- 龍の女：春咲あずみ
- あけみの母：椎名法子
- 5歳のあけみ：高橋沙綺
- あけみの父：乃木涼介
- 15歳のあけみ：藤井玲奈[1]
- 女子中学生：矢吹春奈
- 保健の先生：インリン・オブ・ジョイトイ
- キャバクラの客(社長)：さがね正裕(丁半コロコロ)
- ホステス：辰巳奈都子
- キャバクラのママ：花塚いづみ
- あけみの彼氏：新堂敦士
- あけみの彼氏の浮気相手：相澤仁美
- ホスト：古宮基成
- 借金取り：大森隆男、崔領二
- カジノディーラー：塩川渉
- カジノ客：福田明子、外間誠
- カジノバーの客：伊藤広樹、石丸大志、上原剛史、大原研二、小松薫、菅原哲、鈴木勇輝、松本雄大、横地謙
- 不良高校生：山崎健太、恭平
- コンビニの客：チェン・チュー
- コンビニの店員：中村ちひろ
- 喫茶店の店員：鈴木梨乃
- 走る人達：ムラマサ☆
- 和久井成子：安達祐実(特別出演)

※安達祐実を除き、全て友情出演。

## スタッフ
- 監督：四季涼
- プロデューサー：みうらさなえ
- 製作総指揮：志岐誠
- エグゼクティブプ ロデューサー：笠博勝
- 脚本：蒲田幸成
- 撮影：坂本逸朗
- 編集：クリエイティブ・オフィスなび
- 配給：クリエイティブ・オフィスなび
- 制作：クリエイティブ・オフィスなび

## リリース
- 『ヒトリマケ』（DVD：DMSM-8232、2009年5月25日発売）